# Liezel Roux
Pour les articles homonymes, voir Roux.
Liezel Roux (née le 25 mai 1967) est une lanceuse de javelot sud-africaine.

## Carrière
Liezel Roux obtient la médaille d'argent aux Championnats d'Afrique de 1992 puis la médaille d'or  aux Championnats d'Afrique de 1993 et aux Jeux africains de 1999.